# 緑酒
『緑酒』（りょくしゅ 英題：Awakening）は、日本のバンド・東京事変による楽曲。2021年3月30日にユニバーサルミュージックより配信限定シングルとして発売された。

## 概要
- テレビ東京系のニュース番組「WBSワールドビジネスサテライト」のリニューアルに向けて書き下ろされた楽曲[1]。
- 配信前日に同番組のエンディングにて初披露された。
- 2021年末に行われたNHK紅白歌合戦にて披露された。
- ミュージックビデオは児玉裕一が監督を務め、三々五々集ったメンバーが支度を整え、美酒佳肴を囲むという内容。盃を交わす晴れやかな表情、クライマックスの演奏シーンに加え、ドラムの刃田綴色が舞う「石見神楽」などが見どころ[2]。
- 再生後のミュージックビデオ制作は、『永遠の不在証明』『赤の同盟』に次ぎ３作目。後にリリースされたアルバム『音楽』のリード曲として制作された。

## 収録曲
| #         | タイトル  | 作詞      | 作曲      | 時間 |
| --------- | --------- | --------- | --------- | ---- |
| 1.        | 「緑酒」  | 椎名林檎  | 伊澤一葉  | 4:07 |
| 合計時間: | 合計時間: | 合計時間: | 合計時間: | 4:07 |